# Richard Lawrence
Pour les articles homonymes, voir Lawrence.
Richard Lawrence , né le 22 juillet 1906 à West Chazy et mort en juin 1974 à Rochester, est un bobeur américain.

## Biographie
Richard Lawrence est champion nord-américain de bob à deux en 1934 avec Gilbert Colgate. Il participe ensuite aux deux épreuves des Jeux olympiques d'hiver de 1936 organisés à Garmisch-Partenkirchen en Allemagne : il est médaillé de bronze en bob à deux avec Colgate et sixième en bob à quatre.

## Palmarès

### Jeux Olympiques
- : médaillé de bronze en bob à 2 aux JO 1936.